# Moidieu-Détourbe
Moidieu-Détourbe település Franciaországban, Isère megyében. Lakosainak száma 1971 fő (2022. január 1.). Moidieu-Détourbe Savas-Mépin, Septème, Estrablin, Eyzin-Pinet, Oytier-Saint-Oblas és Saint-Georges-d’Espéranche községekkel határos.

## Népesség
A település népességének változása:
| Lakosok száma | 675  | 955  | 1158 | 1700 | 1822 | 1832 | 1889 | 1941 | 1968 | 1971 |
|               | 1968 | 1982 | 1990 | 2006 | 2013 | 2015 | 2017 | 2019 | 2020 | 2022 |